# European and North American Railway
European and North American Railway – transatlantycki system komunikacyjny opracowany i promowany w drugiej i trzeciej ćwierci XIX wieku przez Johna Alfreda Poora, docelowo mający połączyć Wielką Brytanię i Stany Zjednoczone wiązanym systemem wodno-lądowym (żegluga parowa przez Ocean Atlantycki, przeprawy promowej przez Zatokę Świętego Wawrzyńca oraz trasy kolejowe Dublin–Galway w Irlandii, w poprzek Nowej Fundlandii i od Cape Breton przez Nowy Brunszwik do amerykańskiego stanu Maine).

## Projekt. Początki prac (do 1853)
Pierwotne założenia, krystalizujące się od połowy lat 40. XX wieku, ponadpaństwowego systemu komunikacyjnego odwołującego się do wspólnoty anglosaskiej zostały zaprezentowane przez amerykańskiego przedsiębiorcę kolejowego ze stanu Maine Johna Alfreda Poora na kongresie, którego ten ostatni był organizatorem, zwołanym do Portland w lipcu 1850 i obejmowały budowę nadbrzeżnej linii kolejowej od okolic Auburn (Danville Junction) przez Nowy Brunszwik i Nową Szkocję do portu na wyspie Cape Breton, a następnie parowcami Cunarda i Collinsa przez Ocean Atlantycki, w końcu przez Irlandię z Galway do Dublina linią kolejową Midland Railway, mający stanowić przeciwwagę dla promowanej przez Wielką Brytanię Intercolonial Railway. Badania terenowe na obszarze Nowego Brunszwiku związane z tym przedsięwzięciem prowadził już od 1847 mierniczy John Wilkinson – w 1848 zachodni odcinek z Saint John do portu Shediac, a w 1850 wschodni, z Saint John do przygranicznego Calais w stanie Maine. W wyniku kongresu doszło do zawiązania przedsiębiorstwa European and North American Company, które miało urzeczywistnić powstanie szybkiego połączenia Nowej Anglii z Londynem (konsultowanego zarówno z władzami Stanów Zjednoczonych, jak i Wielkiej Brytanii, oboma zainteresowanymi szczególnie kwestią przesyłek pocztowych), ale ze względu na rozbieżne oczekiwania i interesy polityczne poszczególnych terytoriów (Maine, Nowy Brunszwik, Nowa Szkocja) nie zaistniał jednorodny projekt i sposób finansowania tego przedsięwzięcia.
Za sprawą obecnych w Portland, a rekrutujących się głównie z nowobrunszwickiego Saint John, polityków i przedsiębiorców (Edward Barron Chandler, John Hamilton Gray, Robert Jardine) zawiązane zostało tam wkrótce potem przedsiębiorstwo o równobrzmiącej z amerykańskim nazwie, które rozpoczęło pod kierownictwem Jardine’a przygotowania do budowy szerokotorowej linii kolejowej (rozstaw 5′6″ – 1656 cm) od granicy ze Stanami Zjednoczonymi do wschodniego wybrzeża Nowego Brunszwiku przechodzącej przez to miasto (będąc istotnym czynnikiem rozwoju ekonomicznego tegoż oraz ułatwiając osiąganie profitów z funkcji tranzytowej), koncentrując się w pierwszej kolejności na kluczowym odcinku zachodnim od Saint John do nadmorskiego Shediac, którego budową zajęło się brytyjskie przedsiębiorstwo inżynieryjne Peto, Brassey, Betts, Jackson, and Company (negocjacje z nim prowadził i zamknął podpisaniem trójstronnej umowy 29 września 1852 Chandler).
W Halifaksie, stolicy Nowej Szkocji, odbyło się 24 sierpnia 1850 publiczne spotkanie, na którym poparto projekt budowy takiego systemu transportowego (wspierany również przez sekretarza prowincji Josepha Howe’a) i opracowano rezolucję adresowaną do zastępcy gubernatora na Nową Szkocję Johna Harveya, również pozytywnie nastawionego do tego pomysłu. Budowa odcinków sieci w Nowej Szkocji (pomimo początkowego wsparcia ze strony tamtejszego przywódcy konserwatystów Jamesa Williama Johnstona, również obecnego na portlandzkim kongresie czy wspierającego w 1851 Sydney jako nowoszkockiego krańca linii Johna Bourinota z hrabstwa Cape Breton) wpierw wobec sprzeciwu Howe’a, który obstawał za budową kolei ze środków państwowych (by nie została przejęta przez kapitał amerykański), a następnie od 1854 także ze względu na wycofanie się ze względów ekonomicznych ze wspierania tej inicjatywy przez Johnstona (negocjującego do tego czasu z przedstawicielem brytyjskich przedsiębiorstw inżynieryjnych Williamem Jacksonem warunki budowy, a jeszcze w 1853 po utracie większości w zgromadzeniu legislacyjnym przez liberałów forsującego budowę linii kolejowej ze środków prywatnych). W 1854 z inicjatywy Howe’a rozpoczęto prace przygotowawcze nad finansowanym przez prowincję projektem kolejowym w układzie Y łączącym Halifax z Windsorem i z Truro (Nova Scotia Railway).
Również po stronie amerykańskiej (w stanie Maine) budowy odcinków sieci, choć w 1853 Poor został prezesem European and North American Railway, ze względu na niewystarczające środki finansowe oraz zaangażowanie strony brytyjskiej w konkurencyjny projekt Intercolonial Railway, nie rozpoczęto.

## Linia z Saint John do Shediac

### Budowa (1853–1860)
Uroczysta inauguracja budowy nastąpiła 14 września 1853 w Saint John (choć prace trwały już od poprzedzającego miesiąca) i byli na niej obecni orędownicy projektu także spoza Nowego Brunszwiku: Johnston i Jackson, ale właściwe prace rozpoczęto w zasadzie dopiero w 1854. Roboty budowlane (nadzorowane pod kierunkiem ówczesnego prezesa European and North American Railway Jardine’a) były realizowane w tempie satysfakcjonującym do zimy 1854/1855 (wykonano ok. 45 km linii), później jednak nastąpił zastój ze względu na problemy z wywiązywaniem się z umowy (z powodów finansowych) przez brytyjskich wykonawców, którzy ostatecznie w 1856 zostali przejęci przez władze Nowego Brunszwiku, a sam projekt stał się budową finansowaną ze środków publicznych (o co zabiegał w 1855 w Londynie – początkowo niechętny temu projektowi – premier Nowego Brunszwiku Charles Fisher przy wsparciu urodzonego w Szkocji członka nowobrunszwickiego zgromadzenia legislacyjnego Johna Robertsona). W 1856 na stanowisko głównego inżyniera kolei w Nowym Brunszwiku, nadzorującego budowę linii (ponownie wznowionej w czerwcu tego roku) został mianowany Alexander Luders Light i choć przejściowe (1856–1857) rządy konserwatywne (Graya i Roberta Duncana Wilmota) spowodowały chwilowe wstrzymanie robót, to powrót do władzy liberałów (pod przewodem Samuela Leonarda Tilleya, będącego gorącym orędownikiem budowy) i mianowanie na głównego komisarza kolei Nowego Brunszwiku Jardine’a, spowodowało, że w 1857 oddano do ruchu pierwsze fragmenty trasy: 17 marca blisko pięciokilometrowy odcinek Saint John–Moose Path, a 19 sierpnia liczący 30 km odcinek Shediac (Pointe-du-Chêne)–Moncton. Sukcesywnie oddawano do użytku w latach następnych kolejne fragmenty linii (która docelowo osiągnęła niemal 175 km długości): 1 czerwca 1858 ponaddziewięciokilometrowego odcinka Moose Path–Rothesay, w 1859 – najpierw 8 czerwca liczącego nieco ponad 21 km odcinka Rothesay–Hampton, a 10 października liczącego prawie 35 km odcinka Hampton–Sussex, w końcu 18 lipca 1860 (faktycznie 8 sierpnia) ostatniego, brakującego, liczącego ok. 73 km odcinka Sussex–Moncton. Pomimo to w tym czasie trzykrotnie ze względu na jej koszt (postępujące zadłużenie Nowego Brunszwiku) oraz możliwe nieprawidłowości w finansowaniu i doborze kadr (zarzucane bezpośrednio Tilleyowi) budowa była przedmiotem badań ze strony komisji zgromadzenia legislacyjnego (każdorazowo pod przewodnictwem konserwatysty Graya): w 1858 – dopatrzono się pewnych niewielkich nieprawidłowości, w 1859 – wobec artykułowanych ataków w kierunku Jardine’a złożył on dymisję ze stanowiska głównego komisarza kolei (sam raport końcowy, podobnie jak i komisji z 1858 – pomimo odrębnego zdania mniejszości – oceniał przedsięwzięcie pozytywnie), która jednak nie została przyjęta przez Tilleya, co stało się powodem powołania (na wniosek konserwatystów, pomimo sprzeciwu Graya, który dodatnio oceniał proces budowy) trzeciej komisji (w 1860). Już oddaną trasą przejechał w tym roku pociąg odbywającego podróż po Ameryce Północnej księcia Walii Alberta Edwarda (na jego cześć nazwano jedną z lokomotyw parowych obsługujących tę linię), korzystającego wówczas ze specjalnie zbudowanego na tę okazję szesnastokołowego wagonu.

### Eksploatacja
System kolei zarządzany był początkowo, podobnie jak w sąsiedniej Nowej Szkocji, przez właściciela, którym były władze prowincji.
Całkowita długość linii kolejowej (z Saint John do Shediac) wynosiła prawie 175 km i była to pierwotnie linia kolejowa szerokotorowa o rozstawie szyn 5′6″ (1656 cm), najpewniej pod wpływem kolei kanadyjskich. W czerwcu 1875 szyny na całej długości linii przekuto na rozstaw standardowy (4′8½″).
Linia była obsługiwana (według stanu na grudzień 1860) przez tabor, spośród którego wiadomo jedynie o lokomotywach parowych o układzie osi 4-4-0-0 w liczbie 13, w tym 8 produkcji amerykańskiej – 6 wyprodukowanych w bostońskich zakładach H. Hinckleya (dwóch od 1854 – o numerach 535 „Hercules” i 536 „Samson” – o średnicy kół napędowych wynoszącej 5 ft oraz średnicy cylindra wynoszącej 17″ i skoku 20″; jednej od 1857 ważącej 21 t – „Kennebecassis”; trzech – „Petitcodiac”, „Scadouc”, „Anagance” – od 1858), po jednej w zakładach w Portland (od 1854 – o numerze 64 „Saint John” – średnica kół napędowych: 4½ ft; średnica cylindra: 12″; skok cylindra: 18″) i zakładach w Springfield (od 1859 – „Sussex”) – i 5 wyprodukowanych w zakładach Fleminga i Humberta w Saint John (jednej od 1858 o numerze 1 – „Loostauk”; czterech o osiach napędowych łączonych zewnętrznie, średnicy kół napędowych wynoszącej 5½ ft, średnicy cylindra wynoszącej 15″ i skoku 22″ oraz wadze 35 t, w tym dwóch od 1859 – o numerach 2 „Ossekeag” i 3 „Apohaqui”, i dwóch od 1860 – o numerach 4 „Prince of Wales” i 5 „Norton”).
Przedsięwzięcie z powodu niedostatku funduszy ostatecznie ograniczone zostało do oddanej do użytku w 1860 linii kolejowej w Nowym Brunszwiku z Saint John do Shediac (w 1857 udostępniono fragment z Shediac do Moncton).

## Linia z Saint John do Vanceboro (Western Extension)
Grupa postępowych przedsiębiorców i polityków z Saint John (pod przewodnictwem Tilleya) korzystając ze wsparcia politycznego, jakiego udzieliła im ludność z wybrzeża Zatoki Świętego Wawrzyńca, dążyła do przedłużenia istniejącej linii Saint John–Shediac w kierunku amerykańskiej granicy, co pozostawało w opozycji do lansowanej przez władze brytyjskie idei (omijającej Saint John) Intercolonial Railway, postrzeganej jako przedsięwzięcie o znaczeniu imperialnym, a nie lokalnym, i promującej z jednej strony będący miasta ekonomicznym konkurentem nowoszkocki Halifax, z drugiej ignorującej powiązania ekonomiczne Nowego Brunszwiku z amerykańskimi północnymi ośrodkami nadatlantyckimi. Jako zalety budowy linii z Saint John w kierunku granicy jej zwolennicy wysuwali argumenty tak ekonomiczne (wzrost ruchu na już oddanym fragmencie w kierunku wybrzeża, przejęcie handlu z rejonu górnego biegu Saint John), jak i czysto komunikacyjne (połączenie z biegnącą wzdłuż zachodniej granicy prowincji Saint Andrews and Woodstock Railway, a tym samym i z Kanadą i ze Stanami Zjednoczonymi), tym samym stanowiąc alternatywę dla nadmorskiego szlaku Intercolonial Railway.